# Desenvolvimento de membros
O desenvolvimento de membros é uma área que compõe a Biologia do Desenvolvimento, conhecida pelo estudo dos membros dos tetrápodes, bem como a busca por estabelecer uma relação evolutiva com todos os vertebrados. As dúvidas acerca de como as células de um embrião se organizam para formar órgãos e tecidos são objetos de estudo da Biologia do Desenvolvimento. Os membros em sua formação, dependem que as células destinadas ao seu desenvolvimento possuam uma orientação e uma posição em que será ocupada no plano tridimensional. Para a formação tridimensional do membro, foi mostrado que há proteínas relacionadas com a orientação de cada um dos eixos desse membro. O crescimento próximo-distal (ombro-dedo; coxa-artelho) é regulado pela família de proteínas do fator de crescimento dos fibroblastos (FGF), o eixo ântero-posterior (polegar-dedo mínimo) é regulado pela proteína Sonic hedgehog, e o eixo dorsoventral (nó dos dedos-palma da mão) é regulado, pelo menos em parte, por Wnt7a.

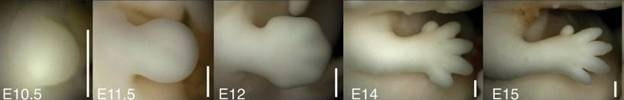
Desenvolvimento do membro de rato em quatro fases.

## Broto do Membro
O broto do membro é uma região do embrião de tetrápodes que dará origem aos membros em si. Essa região é composta por células da ectoderme e células da mesoderme que acumulam na região destinada, o acúmulo de mesoderme faz com que ocorra uma protuberância na ectoderme, formando um broto. A migração dessas células define a formação do campo morfogenético do membro. Esse campo reúne as células que estarão envolvidas com a formação do membro. Se esse campo for transplantado para outra região do embrião, a formação do membro ocorrerá no novo local implantado. As células do campo morfogenético regulam o destino e a posição do membro[1]. O campo morfogenético é definido e, posteriormente, ocorre a formação do broto. A localização do membro é mediada por expressão de genes Hox no eixo ântero-posterior do embrião, essa expressão é ativada no início da gastrulação. Todos os vertebrado irão expressar quatro brotos de membro no embrião, a expressão do gene Hox é responsável pelo padrão e localização dos brotos. O ácido retinóico (AR) atua em conjunto com o gene Hox, sendo um componente crítico para o início do crescimento do broto de membro, um gradiente de AR no eixo ântero-posterior pode levar células a serem especificadas e incluídas no campo de membro. A especificação do campo é dada pela expressão do gene Hox e sua ativação é dada pela presença de AR. Foi demonstrado que o AR em conjunto com o FGF-8 (fator de crescimento fibroblástico - 8) é necessário para a indução do broto de membro de embriões de galinha e para a indução da expressão de Sonic hedgehog (Shh) e FGF-4 (fator de crescimento fibroblástico - 4), importantes para o desenvolvimento do membro. Shh e FGF-4 são dependentes da síntese contínua de AR dentro do broto de membro, para sua expressão. O AR é apontado como necessário apenas para o ínicio do brotamento e padronização. Para se induzir a formação do membro é necessário repressão na expressão de AR e FGF-8.

Esquema de Broto de Membro mostrando a Crista Ectodérmica Apical, a Zona de Progressão e a Zona de Polarização.

### A Formação da Crista Ectodérmica Apical
Enquanto o AR e o FGF-8 permitem a formação do broto, há outros fatores que induzem de fato sua formação. A proliferação de células mesodérmicas para a região do broto, é oriunda da região somática mesodérmica da placa lateral. Essas células mesodérmcias originarão as estruturas esqueléticas do membro, enquanto a musculatura tem sua origem em células somíticas que migram para o broto do membro. Esse acúmulo de células no broto, leva a uma projeção externa da ecotoderme formando uma estrutura chamada crista ectodérmica apical (CEA), formada pela junção da ecotderme ventral e dorsal. A CEA será o principal sinalizador para a formação do membro. Quando estabelecida, mantém o mesoderma interno ao broto, permitindo o crescimento proximal-distal do membro e mantém expressos o gene FGF-8, que permitem a expressão de Shh, este será responsável pela determinação ântero-posterior dos dígitos

## Definição dos Eixos
Conforme o desenvolvimento vai progredindo, o membro alonga-se de seu eixo proximal-distal (ombro a dedos), torna-se achatado ao longo do eixo dorsoventral (dorso da mão à palma) e assimétrico ao longo do eixo ântero-posterior (polegar para o dedo mínimo). A diferenciação torna-se morfologicamente aparente à medida que as células mesenquimais se condensam formando os primórdios dos elementos esqueléticos individuais[6] .

### Eixo Proximal-Distal
A região de células mesodérmicas que ficam abaixo da CEA é denominada Zona Progressiva caracterizada pela divisão celular que gera o alogamento do broto do membro, a expressão de FGFs no local mantém as células em mitose. O membro é classificado em três regiões de acordo com seu eixo proximo-distal. Durante a divisão, as primeiras células a se dividirem, portanto as primeiras a se diferenciarem, darão origem à estruturas mais proximais, formando a região do estilópodo. As diferenciações mais distais originarão o zeugópodo e o autópodo, sucessivamente[6]. Essas células sofrerão sucessivas divisões na Zona Progressiva, caracterizando sua diferenciação mais distal. Os genes Hox5 estariam relacionados com as especificações inidviduais do eixo proximal-distal do membro[1].

### Eixo Ântero-Posterior
A polaridade ântero-posterior do membro é controlado pela Região de Polarização, pequena porção também revestida por tecido mesodérmico, situada na parte posterior do broto de membro, que expressa Shh[2], definido como agente ativo da diferenciação do eixo.

### Eixo Dorsoventral
A definição do eixo dorsal (nós dos dedos e unhas) e o eixo ventral (palmas e solas) é determinada pelo revestimento da ectoderme. O gene Wnt7a é expresso apenas na ectoderma dorsal e já tem sua expressão na região dorsal do broto de membro, sendo necessário para a padronização dorsal[1].

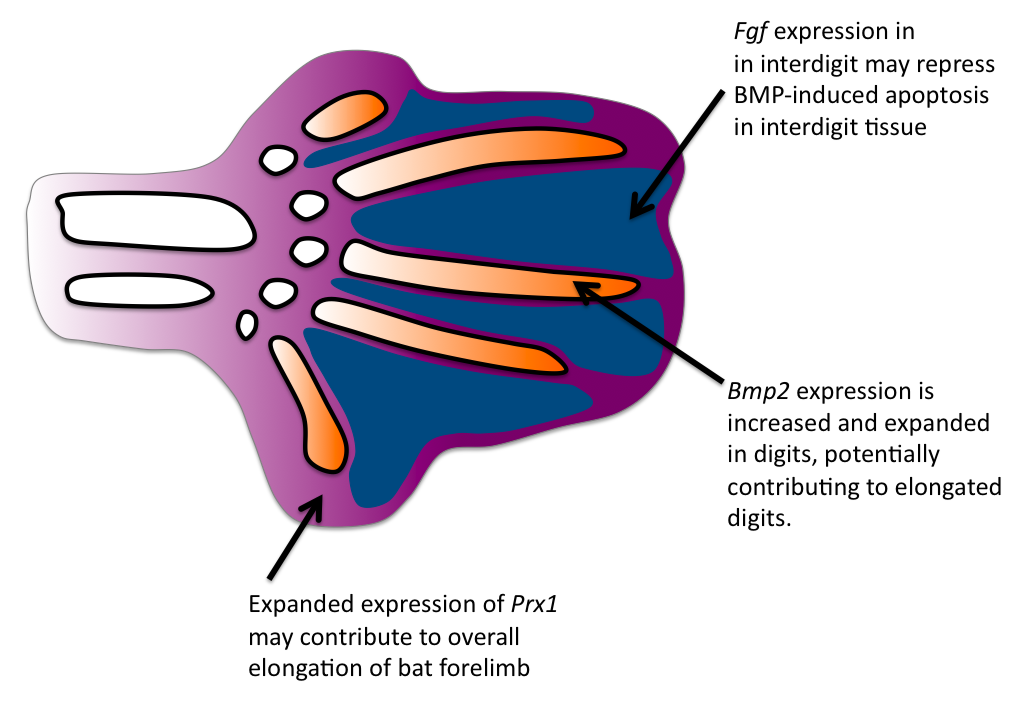
Expressão gênica relacionada à apoptose na membrana interdigital e ao elongamento dos dígitos.

## Formação dos Dígitos
A formação dos dígitos em tetrápodes é intimamente ligada com a presença ou ausênica de apoptose. A morte celular esculpe os dígitos de forma que a permanência da membrana interdigital após o nascimento é determinada geneticamente, tendo como resposta a presença de apoptose (sem membrana) ou ausência de apoptose (com membrana). Em animais aquáticos, a presença da membrana auxilia na natação. A sinalização para apoptose é dada pela expressão da proteína BMP4. A proteína é expressa na região da membrana interdigital, sendo ausente em animais que não sofrem a apoptose.

## Evolução dos Membros em Vertebrados
Os membros têm sido apontados como estruturas bem antigas na árvore filogenética, hoje sabe-se que há uma homologia entre os ossos das nadadeiras de peixes, com os membros de tetrápodes. As nadadeiras peitorais e pélvicas dos peixes seriam homólogas aos membros anterior e posterior, respectivamente. O padrão de expressão do gene Hox do grupo D é homólogo nas regiões proximais do broto de membro, sendo crucial na mudança evolutiva de nadadeira para membros, mas a expressão no mesênquima distal do broto tardio é nova, sendo os elementos mais distais do membro uma novidade evolutiva. Os dígitos podem ter tido sua origem por um reposicionamento da expressão do gente Hox durante o processo evolutivo sofrido pelas nadadeiras[1].

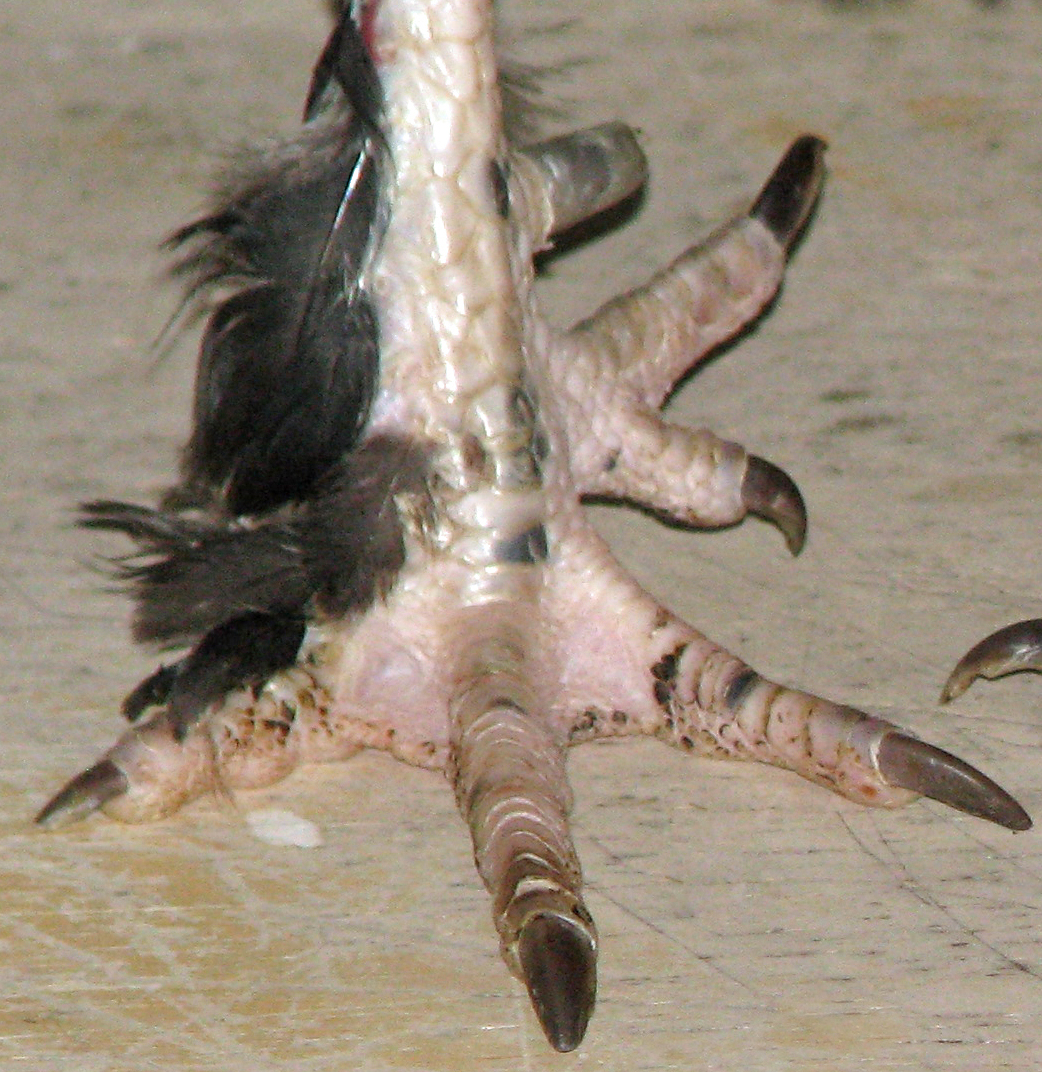
Exemplo de polidactilia em aves.

## Anomalias
- A superexpressão de Shh na Região de Polarização nos membros causa polidactilia, síndrome em que aparecem um ou mais dígitos no membro.
- A apoptose não completa da membrana interdigital causa sindactilia, síndrome em que os dígitos permanecem unidos pela membrana.